# Kevin Kerslake
Pour les articles homonymes, voir Kerslake.
Kevin Kerslake est un réalisateur américain de clips et de publicités pour des groupes tels que Soundgarden, R.E.M., Stone Temple Pilots, Green Day, Depeche Mode, The Smashing Pumpkins, Red Hot Chili Peppers, Nirvana, Sonic Youth, Rise Against ou The Offspring.

## Biographie
Kerslake commence sa carrière de réalisateur avec des films sur le surf, le skate, le ski et le snowboard dans les années 1980. Dans les années 1990, il dirige plusieurs clips musicaux récompensés pour des groupes de rock et de rock alternatif, et des publicités pour des marques telles que Nike, AT&T et Coca-Cola. Il a également réalisé plusieurs documentaires musicaux, dont Live! Tonight! Sold Out!! de Nirvana et We're Outta Here! des Ramones, ainsi que le film Continuum de Quiksilver.

## Vidéographie
1986
- Shadow of a Doubt de Sonic Youth
- Before Too Long de Paul Kelly and the Messengers

1987
- Beauty Lies in the Eyes de Sonic Youth
- Litany de Guadalcanal Diary (en)
- Happy Nightmare Bade de Opal
- It's All Changed de The Royal Court of China

1988
- Get It On de Kingdom Come
- What Love Can Be de Kingdom Come
- High on You de Iggy Pop
- Snake Handler de Divine Horsemen
- Sometime to Return de Soul Asylum

1989
- Candle de Sonic Youth
- Loud Love de Soundgarden
- Deep Blue de Fetchin Bones
- Deeper Shade of Soul de Urban Dance Squad

1990
- Halah de Mazzy Star
- It's Too Late de Bob Mould
- Too Many Puppies de Primus
- Prayer for the Dying de Mind over Four
- Pearle de Trip Shakespeare
- Home de Naked Raygun
- Beg to Differ de Prong
- Hands All Over de Soundgarden

1991
- Swan Dive de Bullet LaVolta
- Garbadge Man de Hole
- Travolta de Mr. Bungle
- Vapour Trail de Ride
- 3 Strange Days de School of Fish

1992
- Chowder Town de Walt Mink
- I Am One de The Smashing Pumpkins
- Leave Them All Behind de Ride
- This Love de Pantera
- Come as You Are de Nirvana
- Midlife Crisis de Faith No More
- Lithium de Nirvana
- Unsung de Helmet
- California Here I Come de Sophie B. Hawkins
- My Name Is Prince de Prince
- Everything's Ruined de Faith No More
- In Bloom (2e version) de Nirvana

1993
- Otha Fish de The Pharcyde
- Sliver de Nirvana
- The Sidewinder Sleeps Tonite de R.E.M.
- One Caress de Depeche Mode
- Superdeformed de Matthew Sweet
- Sodajerk de Buffalo Tom
- The Ghost at Number One de Jellyfish
- Soul to Squeeze de Red Hot Chili Peppers
- Cherub Rock de The Smashing Pumpkins
- Take Me Anywhere de School of Fish
- Fade into You (1re version) de Mazzy Star
- Goin' Home de Dinosaur Jr.
- Face Down de Monster Magnet
- Crash Today de Eleven
- Omission de Quicksand
- New French Girlfriend de The Auteurs

1994
- Freezing Process de Quicksand
- Selling the Drama de Live
- Vasoline de Stone Temple Pilots
- I Need Love de Sam Phillips
- Interstate Love Song de Stone Temple Pilots
- Cure Me or Kill Me de Gilde Clarke
- Bright Yellow Gun de Throwing Muses

1995
- Mockingbird Girl de The Magnificent Bastards
- Glycerine de Bush
- Blowout in the Radio Room de Fight
- She's a River de Simple Minds
- I Go Wild (1re version) de The Rolling Stones
- Hey Man Nice Shot de Filter
- If I Were You de k.d. lang
- She's Lost Control de Girls Against Boys
- Dose de Filter
- Run de Schtum

1996
- Brain Stew / Jaded de Green Day
- Hate You de Daredevils
- Shredding the Document de John Hiatt
- Run de Schtum
- Flowers in December de Mazzy Star

1997
- Halls of Illusions de Insane Clown Posse
- The Meaning of Life de The Offspring

1998
- Forgiven de Wank
- Polyester Bride de Liz Phair
- Sometimes It Hurts de Stabbing Westward
- Sherry Fraser de Marcy Playground
- Tequila Sunrise de Cypress Hill

1999
- Come Original de 311

2001
- Just So You Know de American Head Charge
- Girl Inside My Head de Blues Traveler
- Days of the Week de Stone Temple Pilots

2002
- Not Today de Hotwire
- Huffer de The Breeders
- Beat Me de Custom
- The Energy de Audiovent
- Rise Above de Henry Rollins

2003
- Unstable de Adema

2004
- Slither de Velvet Revolver
- Fall to Pieces de Velvet Revolver
- True de Ryan Cabrera

2005
- I Caught Fire de The Used
- Bulletproof Skin de Institute
- Shine On de Ryan Cabrera
- We Don't Care Anymore de Story of the Year

2006
- Wasteland (2e version) de 10 Years
- Alive with the Glory of Love de Say Anything
- Whiskey de John Corbett
- Good to Go de John Corbett
- Hate Me de Blue October
- Ready to Fall de Rise Against
- This Is the End (For You My Friend) de Anti-Flag
- ...To Be Loved de Papa Roach

2007
- (You Want to) Make a Memory de Bon Jovi

2008
- What About Now de Daughtry
- Re-Education (Through Labor) de Rise Against
- Young de Hollywood Undead

2009
- Dirt Room de Blue October
- Say It de Blue October
- Savior de Rise Against
- Last One to Die de Rancid
- Up to No Good de Rancid

2012
- L.A. Funky de Destructo avec Oliver
- Push 'Em de Travis Barker et Yelawolf
- Six Feet Underground de Travis Barker et Yelawolf
- Change That Song Mr. DJ de Tim Timebomb
- She's Drunk All the Time de Tim Timebomb
- Thirty Pieces of Silver de Tim Timebomb
- Trouble de Tim Timebomb

2013
- My Bucket's Got a Hole in It de Tim Timebomb
- Any Weather de Joan Jett

2016
- Bang Bang de Green Day (directeur de la photographie)
- Frequency de Kid Cudi (directeur de la photographie)
- Surfin' de Kid Cudi (directeur de la photographie)